# Mark Lindsay
Mark Lindsay (9 de marzo de 1942) es un músico estadounidense, más conocido por ser el cantante de Paul Revere & the Raiders.

## Primeros años
Lindsay nació en Eugene, Oregón, y fue el segundo de los ocho hijos de George y Esther Ellis Lindsay. La familia se trasladó a Idaho cuando él era joven, donde asistió a la Wilder High School .

## Carrera
Lindsay empezó a actuar a los 15 años con bandas locales que tocaban en locales. Le propusieron cantar en una banda, Freddy Chapman and the Idaho Playboys, tras ganar un concurso de talentos local. Después de que Chapman abandonara la zona, Lindsay vio a los otros miembros de la banda y a un nuevo miembro, Paul Revere Dick, tocando en un salón local de la OIOF. Convenció a la banda para que le permitiera cantar algunas canciones con ellos. Al día siguiente, estaba trabajando en la panadería McClure de Caldwell, Idaho, cuando Paul Revere entró a comprar suministros para una hamburguesería de la que era propietario. Este encuentro fortuito inició su relación profesional.

### The Downbeats
Lindsay se convirtió en vocalista y saxofonista de una banda con Revere y varios otros. Sugirió que se llamaran "The Downbeats" por una revista con el mismo título. Hicieron algunas cintas de demostración en 1960 en Boise, Idaho, y firmaron con una compañía discográfica llamada Gardena Records. El grupo consiguió su primer éxito nacional con el instrumental de piano y guitarra "Like, Long Hair", que alcanzó el número 38 en las listas de Billboard el 17 de abril de 1961.
Después de cambiar de personal unas cuantas veces más, la banda grabó la canción "Louie Louie" más o menos al mismo tiempo que una banda rival del Noroeste del Pacífico, The Kingsmen, grabó la canción. La versión de The Kingsmen fue la que alcanzó las listas de éxitos a nivel nacional, pero Mark y sus compañeros de banda también estaban ganando atención.

### Paul Revere & the Raiders
Alrededor de la época en que se grabó "Louie, Louie", decidieron utilizar el nombre de Paul Revere como reclamo y se hicieron llamar "Paul Revere & the Raiders". Empezaron a vestirse con trajes al estilo de la Guerra de la Independencia. Mark Lindsay llevó el tema un poco más allá, dejándose crecer el pelo y recogiéndolo en una cola de caballo, que se convirtió en su aspecto característico.
Lindsay y el grupo llamaron la atención de Dick Clark, que estaba desarrollando Where the Action Is, un programa vespertino para el mercado adolescente. Clark contrató al grupo como artistas habituales, y el grupo pronto tuvo mucho éxito. La espigada estatura y el buen aspecto de Lindsay, así como su excelente voz para cantar, le granjearon rápidamente una inmensa popularidad; se convirtió en uno de los principales ídolos adolescentes estadounidenses de la década de 1960.
Lindsay pronto empezó a trabajar no sólo como cantante del grupo, sino también como compositor y productor. Los Raiders fueron el primer grupo de rock contratado por Columbia Records y fueron producidos por Terry Melcher, el hijo de la actriz y cantante Doris Day. Lindsay y Melcher se hicieron amigos y compartieron casa durante un tiempo. La casa se hizo más tarde tristemente célebre por ser el lugar de los horribles asesinatos de la actriz Sharon Tate y otras personas, cometidos por miembros de la "familia" de Charles Manson.

### Televisión[6]
En 1968, Lindsay había asumido por completo las tareas de composición y producción del grupo. Paul Revere & the Raiders tenía un elenco rotativo de miembros de la banda, y solo Revere y Lindsay permanecían en el grupo desde sus inicios. Where the Action Is había pasado a la historia de la televisión. Dick Clark había creado otro programa, Happening '68, que iba a ser presentado por Revere y Lindsay, y que iba a presentar al grupo. En este programa, el grupo mismo ocupaba un lugar destacado, mientras que en Where the Action Is, todo el grupo formaba parte de un conjunto de otros artistas musicales. Happening '68 se estrenó en enero de 1968. El programa fue tan popular que el grupo también presentó una versión diaria durante el verano de 1968, llamada It's Happening. Happening '68 sobrevivió hasta 1969, momento en el que el nombre del programa pasó a ser Happening. El programa se canceló en octubre de 1969.
Para entonces, como muchos otros grupos, Mark Lindsay y sus compañeros intentaban mantener su éxito, pero también exploraban otras oportunidades. Lindsay comenzó a grabar discos en solitario y a producir discos para su compañero de banda, Freddy Weller, que pasó a tener su propio éxito en solitario en el género de la música country.
Lindsay tuvo cierto éxito con canciones como "Arizona" (1969, Billboard #10), que vendió más de un millón de copias y recibió un disco de oro; y "Silver Bird" (Billboard #25) en 1970.
Lindsay grabó "Indian Reservation", una canción escrita por John Loudermilk y que Don Fardon había convertido en un éxito del Hot 100 años antes. La intención era que Lindsay grabara en solitario, pero por motivos de marketing se decidió lanzar la canción bajo el simple nombre de banda de "Raiders", en la que sólo aparecían Lindsay y Revere junto con los músicos de sesión de Los Ángeles de The Wrecking Crew, y la canción se retituló con un subtítulo, "Indian Reservation (The Lament of the Cherokee Reservation Indian)". En el Hot 100, el disco alcanzó el número 1, mientras que la posición más alta que habían alcanzado Paul Revere & the Raiders era el número 4.
Lindsay continuó haciendo listas de sencillos en solitario a lo largo de 1970-71: "Miss America" (#44 - mayo de 1970), "And the Grass Won't Pay No Mind" (#44 - noviembre de 1970), "Problem Child" (#80 - enero de 1971), "Been Too Long on the Road" (#98 - junio de 1971) y "Are You Old Enough" (#87 - octubre de 1971). Lindsay mantuvo su perfil apareciendo en el programa de variedades de televisión de The Carpenters Make Your Own Kind of Music, así como cantando los temas de las películas Something Big (1971) y "Jody", el tema de Santee (1973 - acreditado a The Raiders).
A mediados de los setenta, el grupo ya no vendía tantos discos como antes, y tanto Lindsay como los Raiders perdieron su contrato con Columbia. Lindsay dejó oficialmente el grupo en 1975 cuando él y Paul Revere aparentemente tuvieron visiones diferentes para el grupo y sus propias búsquedas individuales. Hizo algunas apariciones más en 1976 para algunas actuaciones del Bicentenario, así como una reunión producida por Dick Clark con sus compañeros de la era Action en 1977.

### Después de The Raiders
Según una entrevista de Rolling Stone (realizada en 1985), Lindsay dejó The Raiders porque "había una cosa contractual con la que no estaba de acuerdo, y simplemente lo dejé".
Lindsay siguió grabando sencillos en solitario durante unos años (para Warner Bros., Elka y Greedy Records) antes de retirarse de la actuación para trabajar como jefe de A&R de United Artists Records. Contribuyó a las grabaciones de artistas como Gerry Rafferty (en "Baker Street"), Kenny Rogers y otros. También compuso jingles para anuncios publicitarios (como Baskin Robbins, Datsun, Kodak, Pontiac y Levi's, entre otros) y partituras para películas. Aportó tanto su voz como sus composiciones musicales a anuncios de empresas como Yamaha, que utilizó la música de "Silver Bird" como fondo de uno de sus anuncios. También compuso música para las películas For Pete's Sake y The Love Machine, cantadas por Barbra Streisand y Dionne Warwick, respectivamente, y para un documental de 1982, The Killing of America, así como una canción para la película Savage Streets. En 1980 dobló una voz y coescribió la partitura musical (con W. Michael Lewis) para la versión estadounidense de la película japonesa Shogun Assassin.
Lindsay hizo algunas apariciones en 1985 con motivo del centenario de la Estatua de la Libertad, la gira Legends for Liberty (respaldada por la banda de rock de los sesenta Spirit, y comenzó a hacer giras por su cuenta de nuevo. En 1989 empezó a grabar tranquilamente en los estudios Kiva (ahora House of Blues Studios of Memphis) en Memphis, Tennessee, con su amigo Michael Bradley. Aunque el álbum Looking for Shelter no fue elegido para su lanzamiento nacional, Lindsay puso el álbum a disposición de los fans a través de su página web en 2003. A principios de los noventa conoció al grupo The Chesterfield Kings en Rochester, Nueva York, en una de sus giras, y más tarde colaboró con ellos, actuando en su grabación de "Where Do We Go From Here?". También apareció en un cameo en su película, ¿Dónde está el rey de Chesterfield? (2000).
El siguiente lanzamiento oficial de Lindsay en solitario fue Video Dreams en 1996. Este trabajo fue muy bien recibido y Lindsay comenzó un calendario de giras aún más agresivo. Video Dreams comenzó como un álbum a dúo con Carla Olson. Lindsay ya había hecho un dúo con Olson en "Ups and Downs", incluido en su álbum de 1994 Reap The Whirlwind. Olson coprodujo las sesiones originales con Lindsay y aportó a Danny Federici y Eric Johnson, así como canciones escritas por dos amigos suyos, Scott Kempner de los Del Lords y Michael Nold. Un desacuerdo sobre la dirección del álbum hizo que éste se convirtiera en un disco en solitario de Lindsay, aunque la selección de canciones siguió siendo la misma, con sólo una canción añadida que no había sido grabada originalmente con Olson.
Siguió este lanzamiento con un disco navideño (Twas the Night Before Christmas (2000)) y Live at Rick's Cafe (1999) (no es un disco en directo, sino una colección de estándares anteriores al rock).
En 2003 había anunciado que se retiraría de las giras, pero luego lo reconsideró. En 2004 se publicó una grabación de su primer espectáculo de "despedida" (The Last Midnight Ride). En la actualidad realiza algunas giras, pero a partir del 7 de enero de 2006, se le escuchó en una transmisión por Internet todos los sábados por la noche en el sitio web de la radio KISN, de 7 p. m. a 12 a. m., titulada "Mark After Dark".
El 11 de noviembre de 2006, "Mark After Dark" pasó a emitirse en la web de FM "K-Hits 106-7" KLTH los sábados por la noche de 7 p. m. a 11 p. m. PST. El 10 de marzo de 2007, el programa "Mark After Dark" cambió su nombre a "Mark Lindsay's Rock & Roll Cafe" para referirse al restaurante de Lindsay, que abrió al público en Portland, Oregón, el 27 de agosto de 2007. El restaurante incluía un estudio remoto en el que Lindsay realizaba su programa de radio frente a los clientes del restaurante y que podía verse desde la calle y la acera. El estudio también fue utilizado en ocasiones por otras personalidades del aire de K-Hits.
El 21 de septiembre de 2007, se presentó una demanda federal contra el nuevo restaurante por el uso supuestamente no autorizado de varias marcas comerciales propiedad de la familia Yaw, que había operado "Yaw's Top Notch Restaurants" en el área de Portland durante muchos años. El 12 de mayo de 2008, "Mark Lindsay's Rock & Roll Cafe" anunció su cierre.
La grabación de Lindsay de Treat Her Right con Los Straitjackets en 2001 fue citada por Stephen King en su columna para Entertainment Weekly en mayo de 2008. "Este remake del éxito soul de Roy Head de 1965 echa humo. Y Mark Lindsay suena tan bie esn que uno se pregunta dónde estuvo todos estos años".
Durante los veranos de 2010 a 2013, Lindsay tuvo una apretada agenda de giras por todo Estados Unidos como parte de la gira Happy Together: 25th Anniversary Tour, junto a Flo & Eddie de The Turtles, The Grass Roots, The Buckinghams y el miembro de los 'Monkees' Micky Dolenz (solo en 2010 y 2013). En 2013, Lindsay grabó un álbum de nuevo material en el sello Bongo Boy Records titulado, "Life Out Loud". Lindsay estuvo en la gira nacional de las giras de "Happy Together" de 2015, 2016 y 2018, y estará en la próxima gira de "Happy Together" de 2020.

## Vida peronal
Lindsay se casó con su segunda esposa, Deborah, el 29 de julio de 1989, en McCall, Idaho, después de que su primer matrimonio, con Jaime Zygon, terminara a principios de la década de 1980, y ahora reside en Maine.